# Liste der Auslandsvertretungen Samoas

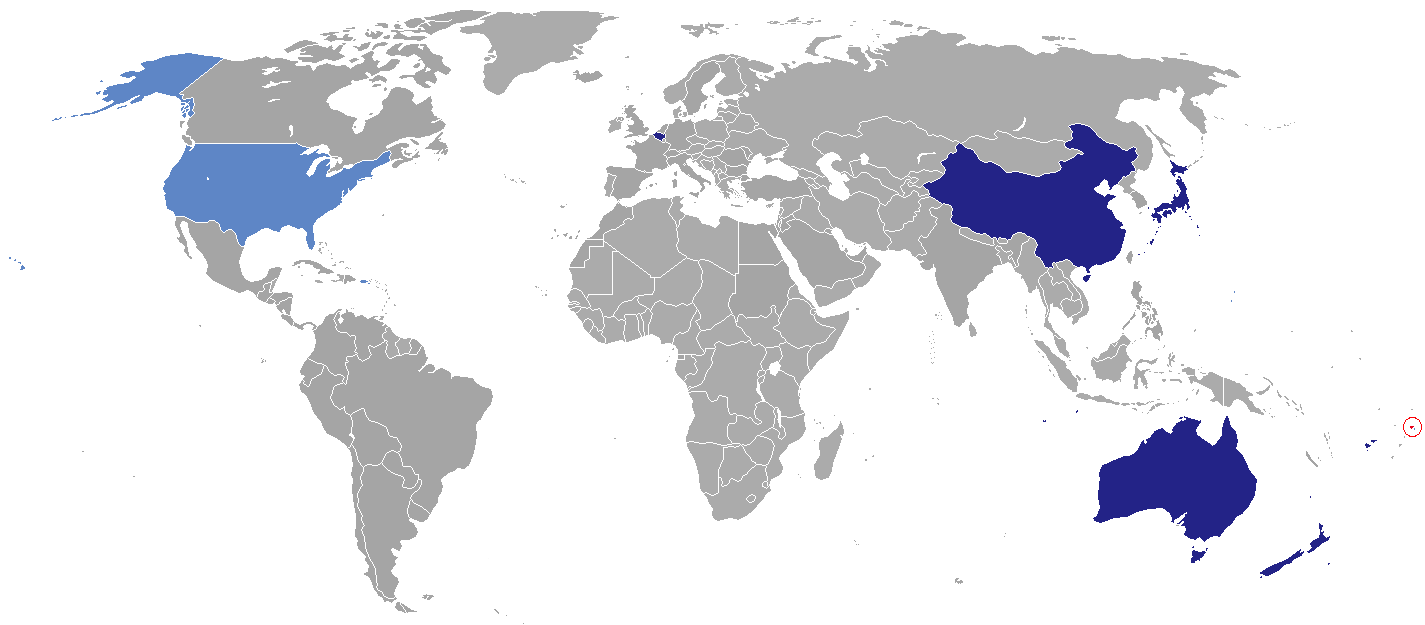
Standorte der diplomatischen Vertretungen Samoas

Dies ist eine Liste der diplomatischen Vertretungen Samoas.

## Diplomatische Vertretungen

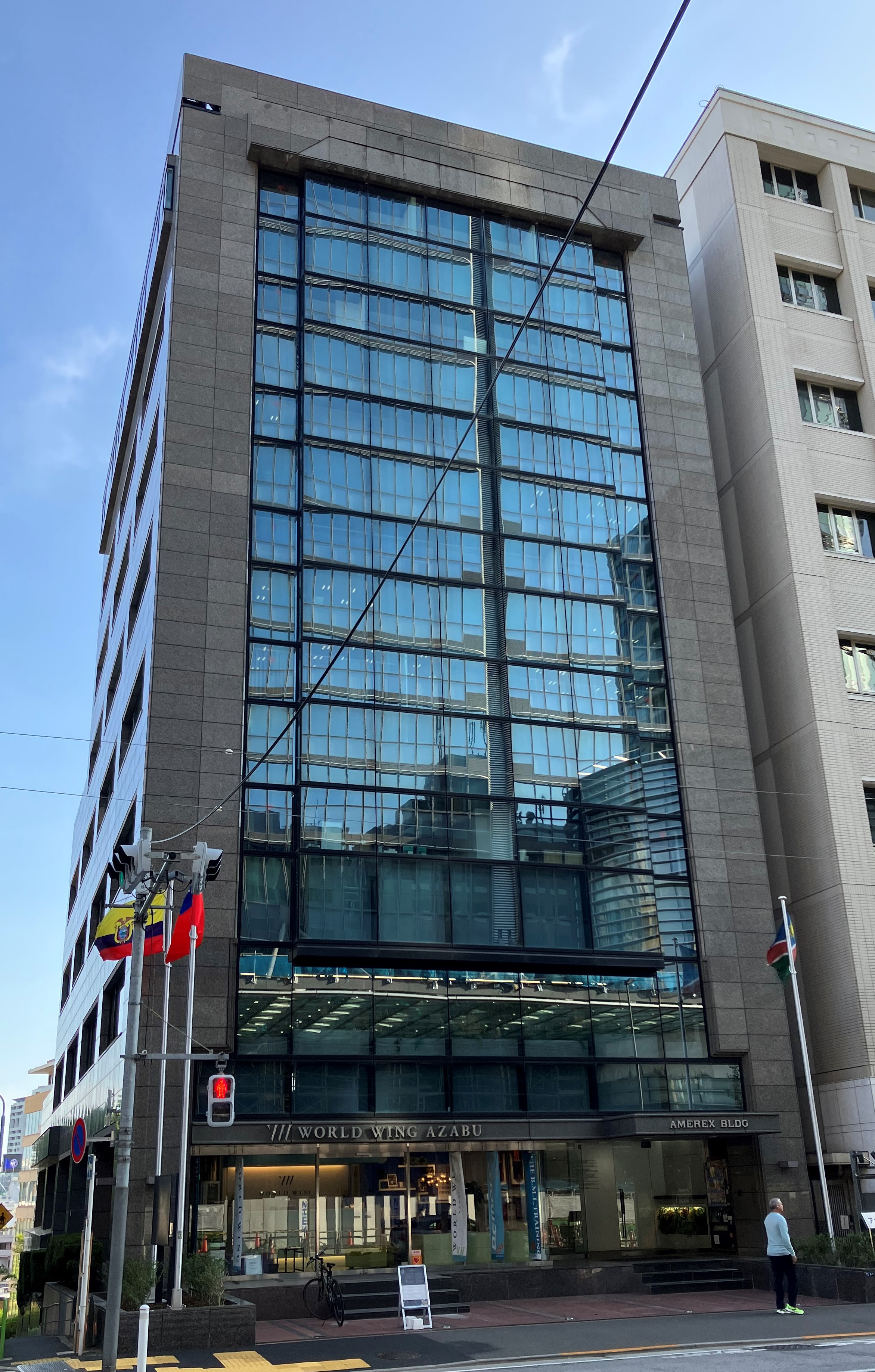
Botschaft Samoas in Tokio

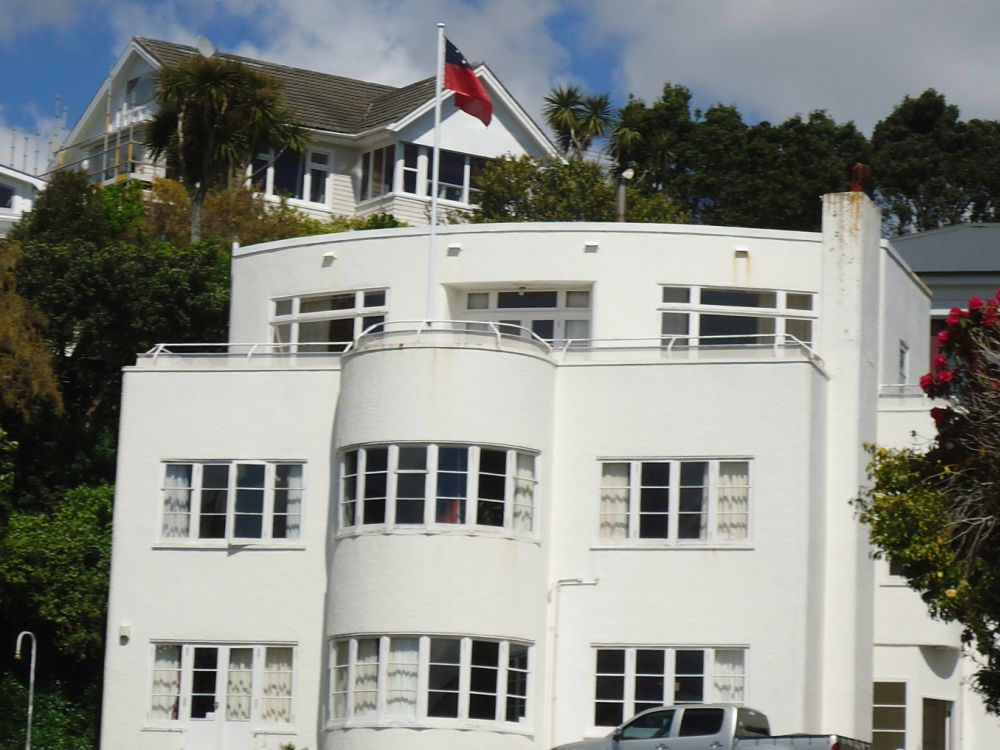
Hohe Kommission Samoas in Wellington

### Asien
- Volksrepublik China: Peking, Botschaft
- Japan: Tokio, Botschaft

### Australien und Ozeanien
- Australien: Canberra, Hohe Kommission
- Australien: Sydney, Generalkonsulat
- Neuseeland: Wellington, Hohe Kommission
- Neuseeland: Auckland, Generalkonsulat

### Europa
- Belgien: Brüssel, Botschaft

### Nordamerika
- Vereinigte Staaten: Pago Pago, Amerikanisch-Samoa, Generalkonsulat

## Vertretungen bei internationalen Organisationen
- Europäische Union: Brüssel, Mission bei der Europäischen Union
- Vereinte Nationen: New York, Ständige Mission